# Cohors II Cyrrhestarum
Die Cohors II Cyrrhestarum [sagittariorum oder sagittaria] (deutsch 2. Kohorte aus Cyrrhus [der Bogenschützen]) war eine römische Auxiliareinheit. Sie ist durch Inschriften belegt.

## Namensbestandteile
- Cyrrhestarum: aus Cyrrhus. Die Soldaten der Kohorte wurden bei Aufstellung der Einheit aus der Stadt Cyrrhus und ihrer Umgebung rekrutiert.

- sagittariorum oder sagittaria: [der/aus] Bogenschützen.

Da es keine Hinweise auf die Namenszusätze milliaria (1000 Mann) und equitata (teilberitten) gibt, ist davon auszugehen, dass es sich um eine reine Infanterie-Kohorte, eine Cohors (quingenaria) peditata, handelt. Die Sollstärke der Einheit lag bei 480 Mann, bestehend aus 6 Centurien mit jeweils 80 Mann.

## Geschichte
Die Kohorte wurde wahrscheinlich in der späten Regierungszeit des Kaisers Augustus aufgestellt und während des Pannonischen Aufstands in die Provinz Dalmatia verlegt; vermutlich verblieb sie dort auch bis zu ihrer Auflösung. Aufgrund der wenigen erhaltenen Inschriften bestand die Einheit wohl nicht lange; möglicherweise wurde sie schon vor Vespasian (69–79) aufgelöst.

## Standorte
Standorte der Kohorte in Dalmatia waren möglicherweise:
- Burnum
- Tilurium

## Angehörige der Kohorte
Folgende Angehörige der Kohorte sind bekannt.
| - Beres, ein Bogenschütze (CIL 3, 8734) - C(aius) Iulius Andromachus, ein Soldat (AE 1994, 1358) - C(aius) Iulius Mara, ein Veteran (um 50/80) (AE 2009, 1015) - C(aius) Iulius Theodorus, ein Soldat (um 51/100) (AE 1994, 1357) | - Dacnas, ein Soldat (AE 1925, 132) - Heras, ein Soldat - M(arcus) Pytha, ein Soldat (CIL 3, 14934) - Stieu, ein Soldat (AE 1961, 303) |